# Uwaga! Mr. Baker
Uwaga! Mr. Baker (ang. Beware of Mr. Baker) – amerykański film dokumentalny z 2012 roku poświęcony brytyjskiemu muzykowi Gingerowi Bakerowi, znanemu z występów w m.in. zespole rockowym Cream. Premiera filmu odbyła się 10 marca 2012 roku w ramach festiwalu South by Southwest w Austin w Stanach Zjednoczonych, podczas którego otrzymał nagrodę jury.
Obraz został wyreżyserowany przez Jaya Bulgera. W filmie wystąpili liczni perkusiści, m.in. tacy jak: Bill Ward, Neil Peart, Charlie Watts, Lars Ulrich, Chad Smith oraz Carmine Appice. Ponadto w filmie wystąpiły córki Bakera – Ginette i Leda. Produkcja spotkała się z pozytywnym odbiorem krytyków. W serwisie Metacritic obraz otrzymał 78 punktów na podstawie 16 recenzji. Z kolei w serwisie Rotten Tomatoes film otrzymał ocenę 7,8/10 na podstawie 48 recenzji.
W 2013 roku film otrzymał Złoty Hejnał, nagrodę 53. Krakowskiego Festiwalu Filmowego. Produkcja została także wyróżniona nominacją dla najlepszego filmu dokumentalnego w ramach London Critics’ Circle Film Awards 2014.

## Obsada
| - Ginger Baker (Cream) - Ginette Baker - Leda Baker - Bob Adcock - Tony Allen - Carmine Appice (Vanilla Fudge) - Brian Auger (Brian Auger and the Trinity) - Jack Bruce (Cream) - Malcolm Cecil (The Jazz Couriers) - Eric Clapton (Cream) - Stewart Copeland (The Police) |  | - Joni Haastrup (Ginger Baker’s Air Force) - Mickey Hart (Grateful Dead) - Jon Hiseman (Colosseum) - Simon Kirke (Bad Company) - Femi Kuti - Denny Laine (The Moody Blues) - Bill Laswell (Massacre) - John Lydon (Sex Pistols) - Nick Mason (Pink Floyd) - Stephen W. Parsons - Neil Peart (Rush) |  | - Marky Ramone (Ramones) - Mick Rock - Carlos Santana (Santana) - Chad Smith (Red Hot Chili Peppers) - Chip Stern - Lars Ulrich (Metallica) - Bill Ward (Black Sabbath) - Charlie Watts (The Rolling Stones) - Hank Williams III (Superjoint Ritual) - Steve Winwood (The Spencer Davis Group) - Bernie Worrell (Parliament) |